# Phường 9, Tuy Hòa
Phường 9 là một phường thuộc thành phố Tuy Hòa, tỉnh Phú Yên, Việt Nam.

## Địa lý
Phường 9 có diện tích 10,47 km², dân số năm 2022 là 19.800 người, mật độ dân số đạt 1.891 người/km².

## Hành chính
Phường 9 được chia thành 10 khu phố: Thanh Đức, Phước Hậu 1, Phước Hậu 2, Phước Hậu 3, Ninh Tịnh 1, Ninh Tịnh 2, Ninh Tịnh 3, Ninh Tịnh 4, Ninh Tịnh 5, Ninh Tịnh 6.

## Lịch sử
Ngày 28 tháng 9 năm 2024, Ủy ban Thường vụ Quốc hội ban hành Nghị quyết số 1200/NQ-UBTVQH15 về việc sắp xếp đơn vị hành chính cấp xã của tỉnh Phú Yên giai đoạn 2023 – 2025 (nghị quyết có hiệu lực từ ngày 1 tháng 11 năm 2024). Theo đó:
- Điều chỉnh 0,089 km² diện tích tự nhiên và quy mô dân số là 2.322 người của Phường 9 vào Phường 2.
- Điều chỉnh 0,055 km² diện tích tự nhiên và quy mô dân số là 1.749 người của Phường 9 vào Phường 5.

Sau khi điều chỉnh, Phường 9 có 10,47 km² diện tích tự nhiên và quy mô dân số là 19.800 người.